# Bouteillan Noir
Die Rotweinsorte Bouteillan Noir war früher in den südlichen Weinbaugebieten Frankreichs gut verbreitet, ist heute jedoch mit weniger als zwei Hektar Rebfläche im Sortenspiegel der Départements Var, Gard und Hérault vertreten. Sie wird als autochthone Sorte der Weinbauregion Provence angesehen. In Rebschulen wird die Rebsorte nicht mehr gezüchtet. 
In der Vergangenheit wurde der Bouteillan Noir häufig mit der Sorte Calitor verwechselt. Dies spiegelt sich auch in zum Teil gleichen Synonymnamen wider. Die weiße Rebsorte Colombaud ist auch unter dem Namen Bouteillan Blanc bekannt. Zu Beginn der Reblaus-Krise nahm man aufgrund seiner Wüchsigkeit an, dass Bouteillan Noir reblausresistent sei; eine Annahme, die spätestens einige Jahre nach Auftreten der Rebslaus widerlegt war, der Sorte zwischenzeitlich einige Popularität einbrachte.
Die heute kaum angebaute Sorte erbringt leichte und farbstoffarme Weine, die für Verschnitte verwendet werden. 

## Ampelographische Sortenmerkmale
In der Ampelographie wird der Habitus folgendermaßen beschrieben:
- Die weiß-grünliche Triebspitze ist weißwollig behaart. Die Jungblätter sind nur spinnwebig behaart und gelblich-grün gefärbt.
- Die großen Blätter sind ungelappt oder dreilappig (ganz selten fünflappig) und schwach gebuchtet. Die Stielbucht ist ellipsenförmig geschlossen. Das Blatt ist stumpf gezahnt. Die Zähne sind im Vergleich der Rebsorten mittelweit gesetzt. Die Blattoberfläche (auch Spreite genannt) ist im Bereich der Stielbucht blasig derb. Im Herbst verfärben sich die Zähne des Blattes teilweise rot.
- Die walzenförmige Traube ist mittelgroß und dichtbeerig. Die rundlichen Beeren sind groß und von schwarzblauer Farbe.

Die Rebsorte Bouteillan Noir reift ca. 30 Tage nach dem Gutedel und zählt daher zu den spätreifenden Sorten. Sie wird häufig vom Echten Mehltau und von der Grauschimmelfäule befallen. Die Sorte treibt spät aus und ist stark wüchsig. Die Ertragsleistung ist sehr unregelmäßig, da der Bouteillan Noir zur Verrieselung neigt.

## Synonyme
Die Sorte Bouteillan Noir ist auch unter den Namen Bouteillan à gros grains, Boutelion noir, Cargomuou, Cargo-Muou, Cayau, Esfouiral, Esfouiras de Roquemaure, Fouiral, Moulas, Petit Bouteillan, Plant de Psalmodi, Psalmodi Noir, Psalmody (die drei letztgenannten Synonyme beziehen sich auf den Fundort einiger Reben in der Nähe von Kloster Psalmodi in Saint-Laurent-d’Aigouze im Département Gard), Sigotier und Sigoyer bekannt.